# Минск ММВЗ-3.112
«Минск» ММВЗ-3.112 — лёгкий дорожный двухместный мотоцикл из семейства мотоциклов «Минск» производства Минского мотоциклетно-велосипедного завода (БССР, Республика Беларусь, г. Минск, современное название — ОАО «Мотовелозавод»). Выпускался серийно с 1982 по 1995 год (вместе с модификациями). Предшественник — модель «Минск» ММВЗ-3.115, преемник — «Минск» ММВЗ-3.113.
Маркировка означает:
- ММВЗ — завод изготовитель;
- 3 — класс мотоцикла (до 125 см³);
- 1 — тип мотоцикла (дорожный);
- 12 — заводской номер модели.

## Устройство базовой модели
Модель мотоцикла ММВЗ-3.112 является дальнейшим развитием предыдущей модели «Минск» ММВЗ-3.115. Несмотря на то, что сама модель ММВЗ-3.112 была анонсировна в 1980 году, серийный выпуск был начат лишь в 1982 году. ММВЗ-3.115 выпускался вплоть до 1981 (82) года. Основными отличиями являются новое, более удобное, широкое и длинное седло (оно откидывается на петлях вправо по ходу и может быть снято с рамы. Имеет закругленную заднюю часть, в отличие от модели 3.115, где седло в задней части прямоугольное), увеличенные до 150 мм в диаметре тормозные барабаны обоих колёс, применение демпфирующих элементов в узле ведомой звёздочки, установка маятниковой вилки на сайлентблоках, наличие нового бугеля на раме, облегчающего постановку мотоцикла на центральную подставку. Нигрипсы (резиновые накладки на бензобаке) получили иной рисунок, сохранив прежние очертания и форму. На ранних ММВЗ-3.112 в 1982-83 годах переднее крыло и кожухи передней вилки устанавливались от модели ММВЗ-3.115, сверху переднее крыло имело черные перемычки, а светоотражающие катафоты устанавливались на кожухах вилки, в течение 1983 года переднее крыло обновилось (стало как у модели ММВЗ-3.112.1), черные перемычки исчезли, а катафоты с кожухов вилки "переехали" на кронштейны переднего крыла. Опорный щит заднего тормоза передаёт реактивное усилие на раму не через упоры, а через реактивную тягу, крепящуюся к маятнику. Тормозная педаль укреплена на отдельном кронштейне, а не на трубе подножки. Также увеличен диаметр ступиц колёс, а также самих спиц. Спицы стали короче, что в целом сделало колесо более жёстким. Незначительно улучшена комфортабельность мотоцикла. Главное техническое отличие базовой комплектации ММВЗ-3.112 от всех последующих модификаций (3.112.1, 3.112.11, 3.112.12 и т.д.) - это наличие шестивольтового зажигания (бортовой сети) и световых приборов "старого образца" (задний фонарь ФП-246(А) и фара головного света меньшего диаметра).

### Двигатель
Двигатель одноцилиндровый, с воздушным охлаждением и двухканальной возвратной продувкой. Головка цилиндра из алюминиевого сплава. Чугунная гильза цилиндра запрессована в алюминиевое оребрение. Развитое оребрение цилиндра и головки обеспечивает эффективное охлаждение в тяжелых дорожных и погодных условиях. Двигатель работает на смеси низкооктанового бензина А-76 практически с любым сортом моторного масла. Двигатель на модели ММВЗ-3.112 1982 года выпуска (индекс мотора ММЗ-105) развивал мощность 12 л.с. при 6 300 об/мин, в 1988 году на уже тогда выпускаемой два года модели мотоцикла ММВЗ-3.112.11 появилась новая дефорсированная модификация двигателя мощностью 10 л.с., чтобы мотоцикл мог эксплуатироваться не только на шоссейных дорогах. Внешне двигатель получил крышки картера иной формы, правая из которых взаимозаменяема с крышкой картера от более ранней модели мотора.

### Трансмиссия
Коробка передач четырёхступенчатая. Механизм переключения передач — ножной. Сцепление многодисковое, в масляной ванне. Привод на заднее колесо — цепью, с защитой главной передачи штампованными кожухами и резиновыми чехлами цепи.Между каждой передачей присутствует нейтральная.

### Ходовая часть
Рама трубчатая, закрытого типа. Передняя вилка телескопического типа с гидравлическими амортизаторами, задняя подвеска маятникового типа с гидравлическими амортизаторами.

### Электрооборудование
Электронная бесконтактная система зажигания. Фара и задний фонарь модели ММВЗ-3.112 идентичны применяемым на прежней модели, электрооборудование ММВЗ-3.112 — 6-ти вольтовое (генератор Г427, катушка зажигания Б-300Б). В 1985 году с появлением модели 3.112.1 стали устанавливать 12-вольтовое электрооборудование (генератор 43.3701, катушка 2102.3705), световые приборы, отвечающие требованиям европейских стандартов), что выгодно отличает их от модели ММВЗ—3.112. В 1995 году завод анонсировал новый, 14-ти вольтовый генератор маховичного типа переменного тока мощностью 90 ватт.

## Модификации ММВЗ-3.112
- ММВЗ-3.112.1 (1985—1987 гг.) — дальнейшая модернизация ММВЗ-3.112. Количество передач — 4, мощность двигателя — 12 л.с. при 6 950 об/мин, наибольший крутящий момент 1,2 кгс•м при 6 800 об/мин., максимальная скорость 95 км/ч. Мотоцикл получил новое 12-вольтовое оборудование и световые приборы, обновилась облицовка (бензобак утратил резиновые накладки и металлические эмблемы, на крышках бардачков также исчезли металлические надписи "Минск"). Выхлопная система осталась от прежней модели - прямой глушитель "сигара". Сохранилась центральная подставка. Панель приборов изменилась, стала в виде двух пластиковых стаканов с сигнальными лампами.
- ММВЗ-3.112.11 (1986—1991 гг.) — «сельский» вариант мотоцикла ММВЗ—3.112.1, выпускался параллельно с ним. Покупатель имел выбор между шоссейной версией 3.112.1 и сельской 3.112.11. Новая дефорсированная версия двигателя, мощностью — 10 л.с., стала устанавливаться на ММВЗ 3.112.11 в 1988 году с целью повышения эксплуатационных свойств в условиях грунтовых дорог и бездорожья. С момента установки дефорсированного двигателя, также стала маркироваться рама мотоцикла своим номером. До этого момента, рама не имела отдельного номера; номер изделия наносился на маркировочную табличку-шильду на рулевой колонке. С целью повышения проходимости сельскую модификацию снабдили главной передачей с увеличенным передаточным числом, подняли грязезащитный щиток переднего колеса (переднее крыло), изменили форму глушителя, увеличили дорожный просвет под двигателем путем замены центральной подставки на боковой упор. Руль для усиления жесткости снабдили перемычкой. Стаканы-перья передней вилки получили изменения, связанные с переносом креплений переднего крыла на нижнюю траверсу. Глушитель стал с загибом вверх для улучшения геометрической проходимости и разборным для чистки. Рамы сельского и шоссейного варианта также имели незначительные отличия, касающиеся в основном особенностей крепления выпускной системы. В середине 80-х годов в мире все больше набирала популярность мотоциклов класса "эндуро", выпуск модели ММВЗ-3.112.11 был отчасти ответом Минского мотоциклетно-велосипедного завода на запросы потребителя. На ММВЗ-3.112.11 и последующие модели устанавливались различные карбюраторы, основными из которых были советские К-65с, реже индийские PACCO P-47R, Микарб VM-24SH и белорусский К-2401. Экспортировался в Болгарию, Венгрию, Вьетнам, Кубу, Лаос, Монголию, Румынию, Сербию, Сирию, Чехословакию.
- ММВЗ-3.112.12 (с 1991 г.) — получил незначительные внешние изменения, приборная панель стала в виде пластикового "кирпича".

- ММВЗ-3.112.13
- ММВЗ-3.112.14 «Спутник»
- ММВЗ-3.112.15 «Пионер» — новая вилка 3.1122 с алюминиевыми скользящими трубами.

## Технические характеристики мотоцикла ММВЗ-3.112 и его модификаций
| Маркировка мотоцикла              | ММВЗ-3.112                                  | ММВЗ-3.112.1                                | ММВЗ-3.112.11                               | ММВЗ-3.112.12                               | ММВЗ-3.112.14                               | ММВЗ-3.112.15                               |
| Длина, мм                         | 2100                                        | 2100                                        | 2100                                        | 2100                                        | 2100                                        | 2100                                        |
| Ширина, мм                        | 790                                         | 790                                         | 790                                         | 790                                         | 790                                         | 790                                         |
| Высота, мм                        | 1200                                        | 1200                                        | 1200                                        | 1200                                        | 1200                                        | 1200                                        |
| База, мм                          | 1230-1320                                   | 1230-1320                                   | 1230-1320                                   | 1230-1320                                   | 1230-1320                                   | 1230-1320                                   |
| Дорожный просвет, мм              | 125                                         | 125                                         | 140                                         | 145                                         | 145                                         | 145                                         |
| Максимальная нагрузка, кг         | 160                                         | 160                                         | 160                                         | 160                                         | 160                                         | 160                                         |
| Сухая масса, кг                   | 104,5                                       | 105                                         | 105                                         | 108                                         |                                             |                                             |
| Макс. скорость, км/ч              | 95                                          | 95                                          | 85                                          | 85                                          |                                             |                                             |
| Средний расход топлива, л/100 км  | 3,3-4,5                                     | 4,0-4,5                                     | 3,9-4,4                                     | 4,2                                         |                                             |                                             |
| Диаметр цилиндра, мм              | 51,75                                       | 51,75                                       | 51,75                                       | 51,75                                       | 51,75                                       | 51,75                                       |
| Ход поршня, мм                    | 58                                          | 58                                          | 58                                          | 58                                          | 58                                          | 58                                          |
| Рабочий объем двигателя, см3      | 123,6                                       | 123,6                                       | 123,6                                       | 123,6                                       | 123,6                                       | 123,6                                       |
| Степень сжатия                    | 9,2 - 9,8                                   | 9,5                                         | 8,5                                         | 12                                          | 12                                          | 12                                          |
| Мощность двигателя, л.с.          | 12                                          | 12                                          | 10                                          | 10                                          | 10                                          | 10                                          |
| Обороты при макс. мощности об/мин | 6400                                        | 6200-6900                                   | 6000-6500                                   | 6400                                        | 6400                                        | 6400                                        |
| Карбюратор                        | К-62С                                       | К-62С                                       | Микарб                                      | К2401, P-47R, К-65С                         | К2401, P-47R, К-65С                         | К2401, P-47R, К-65С                         |
| Воздухофильтр                     | бумажный                                    | бумажный                                    | бумажный                                    | бумажный                                    | бумажный                                    | бумажный                                    |
| Топливо                           | бензин А-76                                 | бензин А-76                                 | бензин А-76                                 | бензин АИ-93                                | бензин АИ-93                                | бензин АИ-93                                |
| Ёмкость бензобака, л              | 11,5                                        | 11,5                                        | 11,5                                        | 11,5                                        | 11,5                                        | 11,5                                        |
| Моторная передача                 | Цепь ПВ-9.525-1200                          | Цепь ПВ-9.525-1200                          | Цепь ПВ-9.525-1200                          | Цепь ПВ-9.525-1200                          | Цепь ПВ-9.525-1200                          | Цепь ПВ-9.525-1200                          |
| Передаточное число                | 2,75                                        | 2,75                                        | 2,75                                        | 2,75                                        | 2,75                                        | 2,75                                        |
| Сцепление                         | Многодисковое, в масляной ванне             | Многодисковое, в масляной ванне             | Многодисковое, в масляной ванне             | Многодисковое, в масляной ванне             | Многодисковое, в масляной ванне             | Многодисковое, в масляной ванне             |
| Число ведущих дисков              | 4                                           | 4                                           | 4                                           | 4                                           | 4                                           | 4                                           |
| Коробка передач                   | 4-ступенчатая                               | 4-ступенчатая                               | 4-ступенчатая                               | 4-ступенчатая                               | 4-ступенчатая                               | 4-ступенчатая                               |
| Передаточные числа                | I - 2,925, II - 1,78, III - 1,271, IV - 1,0 | I - 2,925, II - 1,78, III - 1,271, IV - 1,0 | I - 2,925, II - 1,78, III - 1,271, IV - 1,0 | I - 2,925, II - 1,78, III - 1,271, IV - 1,0 | I - 2,925, II - 1,78, III - 1,271, IV - 1,0 | I - 2,925, II - 1,78, III - 1,271, IV - 1,0 |
| Главная передача                  | закрытая цепь ПР-12,7-1800-2                | закрытая цепь ПР-12,7-1800-2                | закрытая цепь ПР-12,7-1800-2                | закрытая цепь ПР-12,7-1800-2                | закрытая цепь ПР-12,7-1800-2                | закрытая цепь ПР-12,7-1800-2                |
| Передаточное число                | 2,8                                         | 2,8                                         | 2,8                                         | 2,8                                         | 2,8                                         | 2,8                                         |
| ступицы колес                     | литые                                       | литые                                       | литые                                       | литые                                       | литые                                       | литые                                       |
| Шины                              | 80-459 (3.00-18")                           | 80-459 (3.00-18")                           | 80-459 (3.00-18")                           | 80-459 (3.00-18")                           | 80-459 (3.00-18")                           | 80-459 (3.00-18")                           |
| Седло                             | двойное, типа подушка                       | двойное, типа подушка                       | двойное, типа подушка                       | двойное, типа подушка                       | двойное, типа подушка                       | двойное, типа подушка                       |
| Генератор                         | Г427 (6V), 43.3701010                       | Г427 (6V), 43.3701010                       | Г427 (6V), 43.3701010                       | Г427 (6V), 43.3701010                       | Г427 (6V), 43.3701010                       | Г427 (6V), 43.3701010                       |
| Катушка зажигания                 | Б300Б (6V), 2102.3705 (12V)                 | Б300Б (6V), 2102.3705 (12V)                 | Б300Б (6V), 2102.3705 (12V)                 | Б300Б (6V), 2102.3705 (12V)                 | Б300Б (6V), 2102.3705 (12V)                 | Б300Б (6V), 2102.3705 (12V)                 |